# شهرستان کراسنوسلکوپسکی
شهرستان کراسنوسلکوپسکی (به لاتین: Krasnoselkupsky District) یک شهرستان در روسیه است که در ناحیه خودگردان یامالو-ننتس واقع شده‌است.